# Qormi
Qormi [ˈʔɔrmɪ], bekannt auch als Ħal Qormi oder Città Pinto, ist eine Stadt in Malta. Sie liegt südwestlich von Valletta im Inneren der Insel Malta.
Die Nachbargemeinden von Qormi sind Marsa, Luqa und Żebbuġ. Qormi liegt südöstlich der Hauptstraße von Mdina nach Valletta.

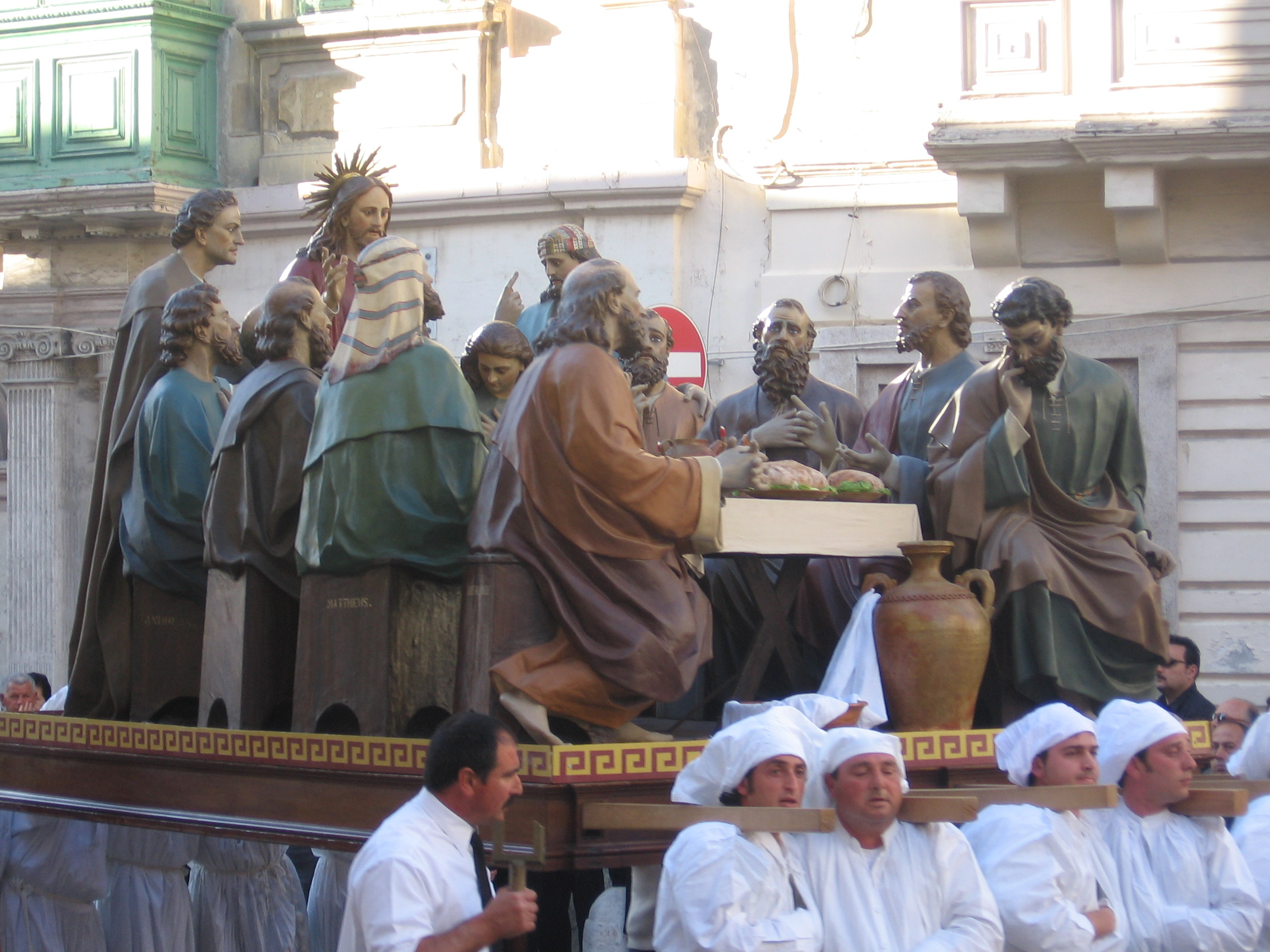
Statue des letzten Abendmahls (nach Michelangelo) auf einem Karfreitagsumzug in Qormi

Die Schutzheiligen von Qormi sind St. Georg und St. Sebastian. Im Sommer feiert die Bevölkerung 2 Wochen lang ihre Schutzheiligen. Die Stadt ist auch für ihre Karfreitagsprozessionen bekannt, an denen jedes Jahr über 500 Menschen teilnehmen.
Die Gegend wurde schon in der Bronzezeit besiedelt. Einige Grabstätten, die im letzten Jahrhundert gefunden wurden, legen den Schluss nahe, dass die Phönizier mit der damaligen Bevölkerung Handel getrieben haben. Im 15. Jahrhundert etablierte sich Qormi als eine von Maltas ersten Pfarrgemeinden und hatte zu dieser Zeit auch die größte Pfarrkirche in Malta.
Die Bevölkerung von Qormi wuchs im 18. Jahrhundert und Manuel Pinto de Fonseca, Großmeister des Malteserordens, verlieh ihr die Stadtrechte am 25. Mai 1743. Wie der größte Teil des Inneren der Insel Malta ist Qormi dicht besiedelt.
Früher wurde Qormi auch Casal Fornaro genannt (malt. für: Bäckerdorf), da es dort eine große Zahl von Bäckereien gab. In der Stadt wurde das Brot für den größten Teil Maltas gebacken.

## Qormi heute
Qormi wird durch ein Stadtparlament (Local Council) regiert, das 1993 nach dem „Local Council Act“ eingerichtet wurde.
Qormis Pfarrgemeinde besitzt einen Radiosender, „Bastjanizi FM“. Ebenso gibt es den „Qormi Basketball Club“, eines der besten maltesischen Basketballteams, und den „Qormi Hockey Club“, sowie den Fußballverein „Qormi FC“.
Qormi ist heute eines der wichtigsten Zentren Maltas für Handel und Industrie.

## Söhne und Töchter
- Carmelo Scicluna (1800–1888), römisch-katholischer Geistlicher, Bischof von Malta
- Annetto Depasquale (1938–2011), römisch-katholischer Geistlicher, Weihbischof in Malta
- Lino Spiteri (1938–2014), Journalist, Bankmanager und Politiker
- Joseph Polidano (* 1940), Radrennfahrer
- George Anthony Frendo (* 1946), römisch-katholischer Ordensgeistlicher, Erzbischof von Tirana-Durrës in Albanien
- Ġorġ Abela (* 1948), Politiker
- John Dalli (* 1948), Politiker
- Marie Louise Coleiro Preca (* 1958), Politikerin, Staatspräsidentin Maltas
- Olivia Lewis (* 1978), Sängerin